# Paul Fieschi
Paul Fieschi, ook (Frans) Paul de Fiesque of (Italiaans) Paolo Fiesco (Genua, circa 1600 – Rome, maart 1645) was een diplomaat voor de Republiek Genua, alsook formeel prins-bisschop van Toul (1641 - 1645). Ondertussen werd het prinsbisdom in Frankrijk geïntegreerd.

## Levensloop

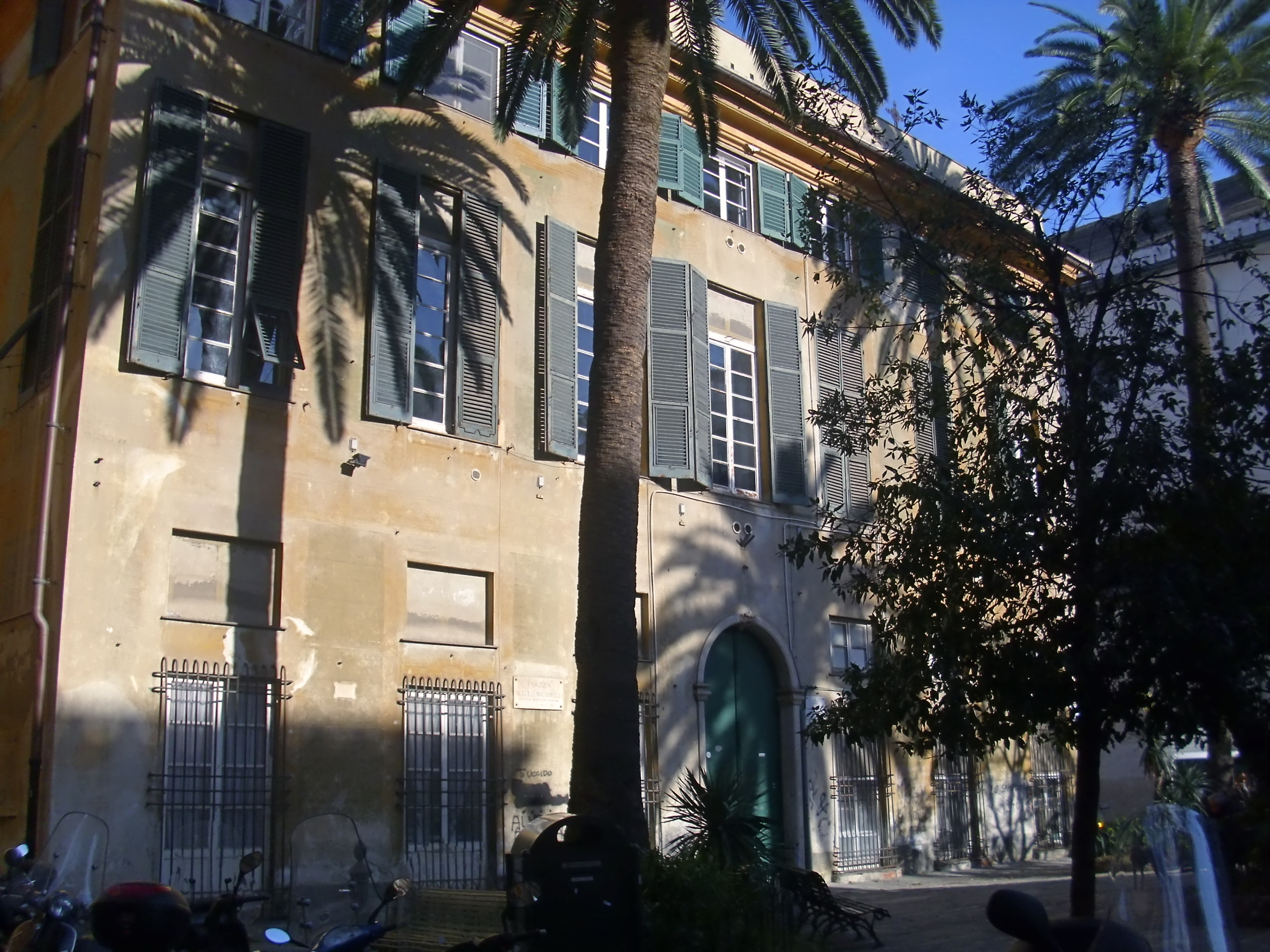
Een van de paleizen van de familie Fieschi in Genua.

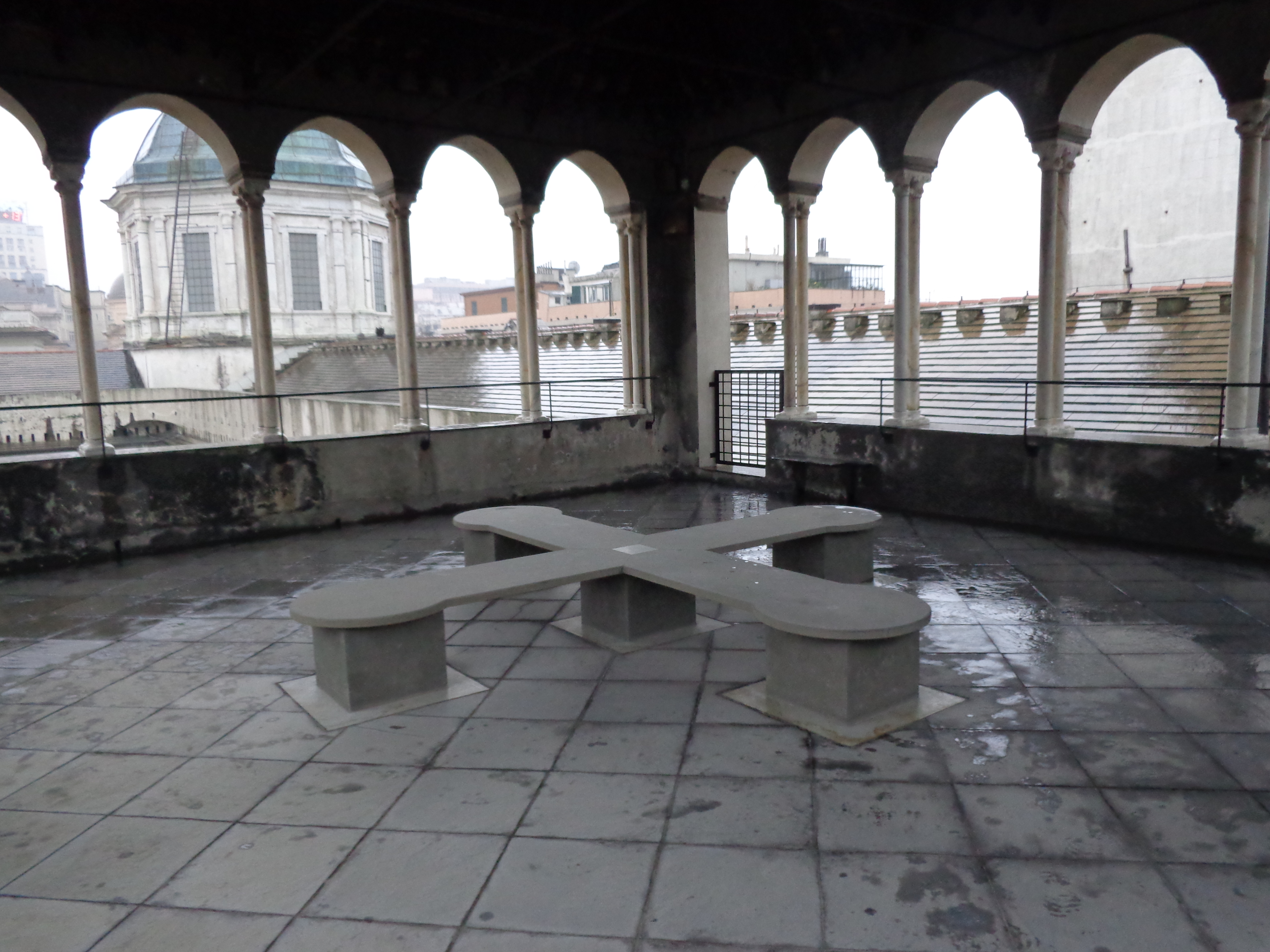
Kathedraal San Lorrenzo in Genua. Fieschi werd hier prins-bisschop van Toul.

Paul Fieschi groeide op in de familie Fieschi, die een van de notabele families was in de Republiek Genua. Deze familie kende talrijke prelaten en bestuurders in Genua. Fieschi werd diplomaat in dienst van Genua en verbleef lange tijd in Parijs, aan het koninklijk hof van Lodewijk XIII van Frankrijk.
In 1637 stierf Charles-Chrétien de Gournay, prins-bisschop van Toul. De bisschopszetel bleef jaren onbezet omwille van een discussie tussen Lodewijk XIII en paus Urbanus VIII. Het prinsbisdom Toul was een van de Trois-Evêchés in het Rooms-Duitse Rijk, waar de koning van Frankrijk feitelijk de suzerein was. In 1641 hakte Lodewijk XIII de knoop door: Paul Fieschi, ambassadeur van Genua aan het Franse hof werd de bisschop van Toul. Urbanus VIII verzette zich tegen deze keuze omdat de koning hiermee de Roomse kerk omzeilde. Lodewijk XIII gaf het bevel aan het parlement van Metz, met zitting in Toul, om alvast de wereldlijke regalia te bezorgen aan Fieschi. Fieschi werd hiermee prins of vorst van Toul zonder bisschop te zijn.
Paus Innocentius X, de opvolger van Urbanus VIII, stemde in met de keuze door Lodewijk XIII (1644). In januari 1645 kreeg Fieschi de wijding tot bisschop van Toul; de wijding vond plaats in de kathedraal van Genua door Stefano Durazzo, kardinaal-aartsbisschop van Genua. Doch de Genuezen lieten Fieschi niet vertrekken naar Toul. Zij stuurden hun diplomaat nog eerst op missie naar de Republiek Venetië en vervolgens naar Rome. Fieschi stierf een plotse dood in Rome, in maart 1645. Dit was 2 maanden na zijn bisschopswijding.
Lodewijk XIII had ondertussen niet stilgezeten in het prinsbisdom Toul. De oude rechtbank, die nog dateerde uit de tijd van het Rooms-Duitse Rijk in Toul, schafte hij af. Hij verving dit door een baljuw met zetel in Toul; de baljuw rapporteerde rechtstreeks aan de Franse koninklijke commissaris in Metz. De stadsraad van Toul, bestaande uit 40 notabelen werd eveneens afgeschaft. In de plaats kwam een schepenbank van 4 schepenen met beperkte bevoegdheden. Daarnaast schafte hij de jaarlijkse belasting af die de stad Toul betaalde aan de hertog van Lotharingen (in het naburige Rooms-Duitse Rijk). Hiermee absorbeerde hij het prinsbisdom Toul in het koninkrijk Frankrijk. Ondanks protest van de magistraten van Toul aan Lodewijk XIII’s opvolger, Lodewijk XIV (1643), bleef alles ongewijzigd, en dit tot aan de Franse Revolutie. De vorst-bisschop van Toul, Fieschi, had bij al deze omwentelingen in zijn vorstendom niets ingebracht. Hij verbleef immers al die tijd in Parijs of Genua.